# Bolitophila nana
Bolitophila nana är en tvåvingeart som beskrevs av Pierre Justin Marie Macquart 1826. 
Bolitophila nana ingår i släktet Bolitophila och familjen platthornsmyggor. Inga underarter finns listade i Catalogue of Life.